# Siegburgit

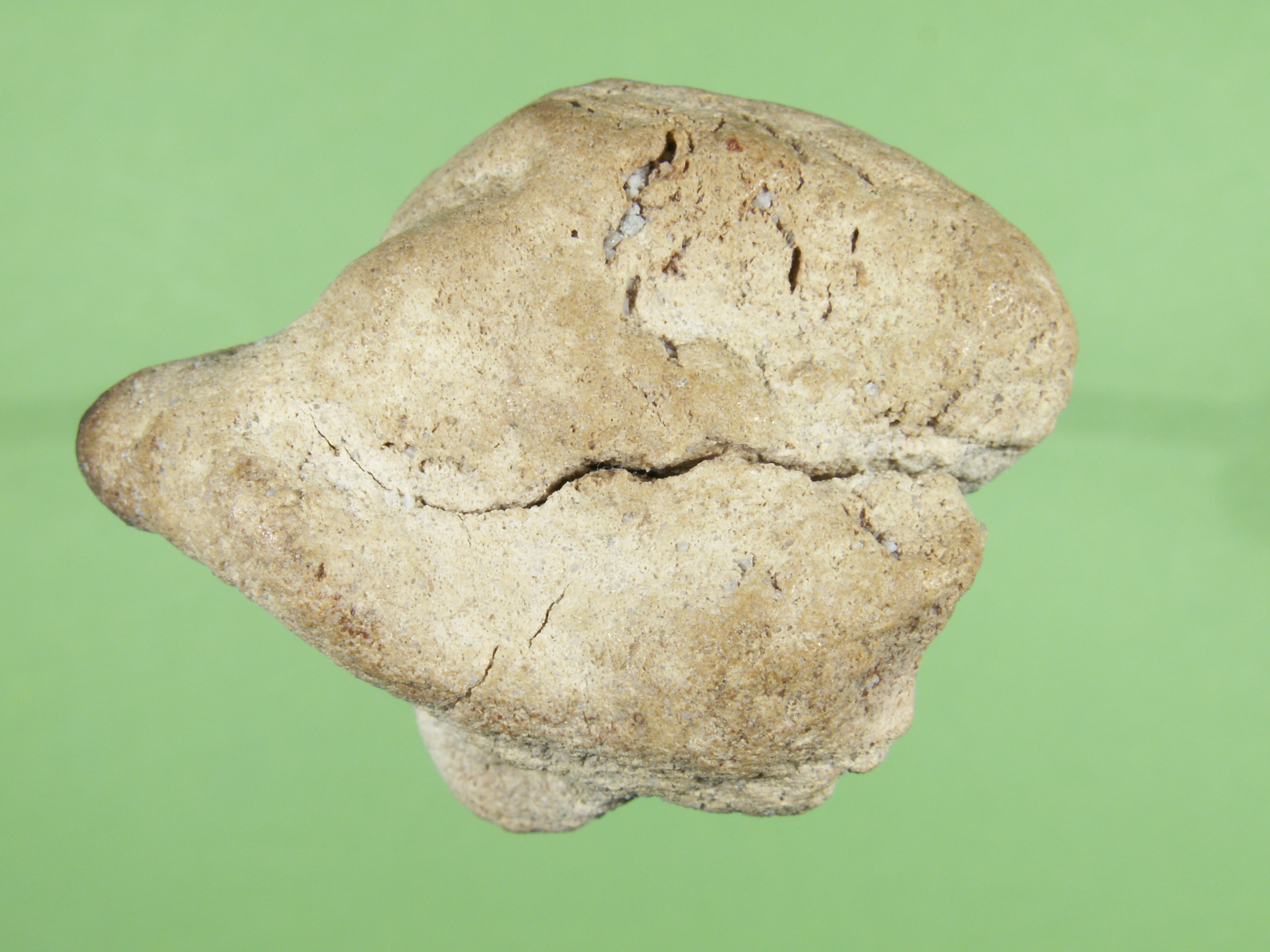
Bernsteinart Siegburgit, Konkretion aus harzimprägniertem Sand; Größe: 35 mm. Sammlung: Naturkundliches Museum Mauritianum Altenburg.

Siegburgit ist eine Bernsteinart, die 1875 von Arnold von Lasaulx beschrieben wurde. Der Name geht auf den Fundort Siegburg bei Bonn zurück. In paläogenen Sanden des oberen Oligozän (Chattium) fielen beim Sandabbau im Raum Siegburg und Troisdorf feste, grauweiße, nierenförmige sowie unregelmäßig geformte knollige Konkretionen an. Sie bestehen aus Quarzsand, der durch ein Bindemittel aus fossilem Harz verfestigt ist. In einer anderen Gestalt kommt es am Fundort nicht vor. Eine neuere Beschreibung der Fundumstände stammt von 1968. Wegen der leichten Brennbarkeit des Harzes wurden die Konkretionen als Brennmaterial und wegen des aromatischen Geruchs beim Verbrennen auch als sakrales Räuchermittel verwendet.
Offensichtlich war das sehr dünnflüssige Harz der Erzeugerpflanze auf die Sandoberfläche getropft und hatte das Porenvolumen des Sandes ausgefüllt, der Harzanteil beträgt meist weniger als 50 %. Fossile Harze in einer solchen Erscheinungsform sind sehr selten. Ein weiterer „Sandbernstein“, der aber nicht mit dem Siegburgit identisch ist, wurde nur aus dem unteren Miozän der Lausitz beschrieben.
Der Siegburgit hat eine braunrote bis hyazinthrote Farbe, er ist nach neueren Untersuchungen sehr spröde und lässt sich leicht pulverisieren. Klinger & Pitschki fanden im Destillat der Pyrolyse viel Styrol und außerdem Zimtsäure, Benzol und Toluol. Die für den Bernstein (Succinit) charakteristische Bernsteinsäure fehlt dagegen. Sie schlussfolgerten, dass als Erzeugerpflanze nur eine Art der Gattung Liquidambar (Amberbäume, Familie: Hamamelidaceae, Zaubernussgewächse) in Frage käme. Wegen des hohen Anteils aromatischer Verbindungen ist Siegburgit ein natürliches Polystyrol. Nach der Systematik von Anderson & Grelling gehört Siegburgit zur Klasse III.
In den 1990er Jahren begann infolge der Verwechselung des Siegburgit mit der Bernsteinart Beckerit eine Phase der Verwirrung. Der Beckerit wurde von Pieszczek im Jahre 1880 anhand von Funden aus dem Samland beschrieben. Für dieses hellgraubraune Harz mit matter Oberfläche in knollen- und lamellenförmiger Gestalt und mit häufigen Holzabdrücken wurde als besonderes Merkmal eine extreme Zähigkeit erwähnt, die das Pulverisieren sehr erschwerte. Außerdem wurde das Fehlen von Bernsteinsäure festgestellt. In der im Jahre 1986 erschienenen Publikation über die Bernsteinarten des Bernsteinvorkommens Bitterfeld war eines der fossilen Harze als Beckerit bezeichnet worden, insbesondere wegen der großen Zähigkeit sowie der äußeren Erscheinungsform der Fundstücke. Durch das Infrarotspektrum wurde ein beträchtlicher Anteil aromatischer Verbindungen nachgewiesen, ähnlich wie beim Siegburgit. Infrarotspektroskopische Nachuntersuchungen von als Beckerit bezeichneten Stücken verschiedener wissenschaftlicher Sammlungen ergab, dass dieses Belegmaterial keine aromatischen Verbindungen enthält und wohl eher aus stark verunreinigtem Succinit besteht. Dies führte zur Vermutung, dass es sich bei dem Bitterfelder Harz mit aromatischen Bestandteilen um Siegburgit und nicht um Beckerit handeln könnte. Die Versuche zum direkten Beweis durch Vergleich der Infrarotspektren der Harze von Siegburg und Bitterfeld scheiterten am hohen Anteil der Fremdbestandteile des Siegburger Materials. Nachdem nunmehr von reiner Harzsubstanz Infrarotspektren vorliegen, ist zweifelsfrei erwiesen, dass das Harz aus Bitterfeld kein Siegburgit ist und das belegen auch die abweichenden physikalischen Eigenschaften. Vom Siegburgit gibt es bisher nur einen gesicherten Fundort.